# Loxahatchee Groves
Loxahatchee Groves est une ville américaine située dans le comté de Palm Beach en Floride.

## Démographie
| 2010  | - | - | - | - | - |
| ----- | - | - | - | - | - |
| 3 180 | - | - | - | - | - |

## Source de la traduction
- (en) Cet article est partiellement ou en totalité issu de l’article de Wikipédia en anglais intitulé « Loxahatchee Groves, Florida » (voir la liste des auteurs).